# Himno a la Unidad Sandinista
El Himno de la Unidad Sandinista es el himno oficial del Frente Sandinista de Liberación Nacional (FSLN), partido nicaragüense de izquierda. Fue compuesto por el músico y cantautor nicaragüense Carlos Mejía Godoy en 1979. Fue utilizado para animar la lucha guerrillera y revolucionaria que condujo a la Revolución Sandinista tras  el derrocamiento de la dictadura de Anastasio Somoza Debayle y la dinastía de la familia Somoza, que había gobernado el país durante décadas. 

## Historia
En enero  de 1979 la dirección del FSLN encargó al  músico y cantautor Carlos Mejía Godoy, militante sandinista, la composición de una pieza musical para usarla como himno, que constituyera un mensaje ideológico a través del canto y animará a pueblo de Nicaragua a la lucha revolucionaria. 
Carlos Mejía inspirándose en mensajes y comentarios de viejos militantes del FSLN y de Carlos Fonseca Amador, coofundador del FSLN, realizó la letra y compuso la música. El FSLN realizó una campaña de difusión de la pieza creada. William Ramírez encargó a los periodistas Vivian Torres, Manuel Eugarrios, Edgar Tijerino y Roberto Sánchez la labor de su difusión. El grupo musical  «8 Noviembre», que pertenecía a los talleres de sonido popular, realizó una versión para guitarra para su mayor difusión a la vez que el  Instituto de Promoción Humana (INPRHU) organizaba reuniones donde se enseñaba la nueva canción.
El 5 de enero de 1979, en un acto de la asociación de estudiantes de psicología de la UNAM, luego se popularizó por todo el país, especialmente por los centros de estudio y producción. El grupo «8 de Noviembre» lo promovió y se desarrolló una campaña de divulgación de la letra de forma clandestina llegando a hacer copias para su difusión a mano. Se introdujo en las emisiones regulares de Radio Sandino y actuaba como una expresión de la unidad sandinista en la lucha de derrocar la tiranía somocista.

## Himno del Frente Sandinista de Liberación Nacional
HIMNO DE LA UNIDAD SANDINISTA

(música y letra: Carlos Mejía Godoy)

El coro:

Adelante marchemos compañeros

avancemos a la revolución

nuestro pueblo es el dueño de su historia

arquitecto de su liberación.

Combatientes del Frente Sandinista

adelante que es nuestro el porvenir

rojinegra bandera nos cobija

¡Patria libre vencer o morir!

Verso 1:

Los hijos de Sandino

ni se venden ni se rinden

luchamos contra el yankee

enemigo de la humanidad.

(El coro)

Verso 2:

Hoy el amanecer dejó de ser una tentación

mañana algún día surgirá un nuevo sol

que habrá de iluminar toda la tierra

que nos legaron los mártires y héroes

con caudalosos ríos de leche y miel.

(El coro)

## Enlace exteriores
- La Voz del Sandinismo - Noticias del FSLN, Nicaragua y el Mundo Archivado el 23 de febrero de 2011 en Wayback Machine.
- Página oficial del Frente Sandinista de Liberación Nacional Archivado el 31 de marzo de 2001 en Wayback Machine.
- Visión Sandinista - La revista política de Nicaragua
- El himno a la Unidad Sandinista

- Datos: Q526919